# Ethiopian Airlines-vlucht 961

schematische weergave van de "seat map" van de aanwezige passagiers op de vlucht

Ethiopian Airlines-vlucht 961 was een Boeing 767-260ER die op 23 november 1996 gekaapt werd tijdens een vlucht van Ethiopië naar Ivoorkust. Als gevolg van de kaping raakte het vliegtuig door zijn brandstof heen, en stortte neer in de Indische Oceaan vlak bij de Comoren. 125 van de 175 inzittenden kwamen om.

## De kaping
Toen vlucht 961 het luchtruim van Kenia binnenvloog, drongen drie Ethiopische mannen de cockpit binnen en kaapten het vliegtuig. De kapers  waren drie mannen in de 20, onervaren, labiel en onder invloed van alcohol of een ander middel. De Ethiopische staatsradio identificeerde de drie later als twee werkeloze afgestudeerde mannen en een verpleegkundige genaamd Alemayehu Bekeli Belayneh, Mathias Solomon Belay en Sultan Ali Hussein.
De mannen dreigden het toestel op te blazen als de piloot, Leul Abate, en co-piloot, Yonas Mekuria, niet meewerkten. Opvallend was dat dit de derde kaping was die Abate meemaakte; de eerdere twee kapingen werden zonder incidenten beëindigd. Ze lieten de piloten via de intercom melden dat ze vijanden waren van de Ethiopische regering en politiek asiel zochten. De kapers lieten omroepen dat ze met in totaal elf aan boord waren, terwijl het in werkelijkheid enkel hun drieën betrof. Autoriteiten ontdekten later dat de "bom" waarmee de drie kapers hun dreigementen ondersteunden gewoon een fles drank was.
De kapers eisten dat het vliegtuig koers zou zetten naar Australië. Abate probeerde de kapers ervan te overtuigen dat het toestel niet genoeg brandstof had voor zo’n groot stuk, maar ze geloofden hem niet. In plaats van naar Australië te vliegen, volgde de piloot de Afrikaanse kustlijn en vloog in het geheim af op de Comoren tussen Madagaskar en het Afrikaanse vasteland.

## Ongeluk
Toen het vliegtuig de eilandengroep naderde, was het bijna door zijn brandstof heen. De kapers bleven de waarschuwingen van de piloot negeren. Abate begon daarom maar rondjes te vliegen boven de eilandengroep, in de hoop op een van de eilanden te kunnen landen. Toen het vliegtuig door zijn brandstof heenraakte, vielen beide motoren uit. De crew gebruikte een ram air turbine om de belangrijkste functies van het vliegtuig werkende te houden, maar in deze modus waren enkele van de hydraulische systemen, zoals de welvingskleppen, uitgevallen. Zonder de welvingskleppen kon Abate niet afremmen en moest hij een noodlanding maken met een snelheid van meer dan 320 kilometer per uur.
Abate probeerde een noodlanding te maken op Luchthaven Prins Said Ibrahim, Grande Comore, maar door een vechtpartij met de kapers verloor hij het zicht op dit vliegveld. In plaats daarvan kwam het vliegtuig boven zee terecht en was gedwongen daar te landen. Abate probeerde nog wel met de golven mee te landen in plaats van ertegenin, zodat de klap wat zou worden gedempt. De linkervleugel en de linker motor van het toestel raakten het water het eerst, waardoor het vliegtuig aan de linkerkant afremde. Het toestel draaide sterk naar links en brak in stukken. Eilandbewoners en toeristen, onder wie een groep scubaduikers en enkele vakantievierende Franse doktoren, kwamen het vliegtuig te hulp.
Mariana Gouws, een Zuid-Afrikaanse toerist nam het hele gebeuren op met haar camera.

## Lot van de passagiers en bemanning
123 van de 175 passagiers en bemanningsleden kwamen om bij het ongeluk, evenals de drie kapers. Veel van de passagiers die omkwamen hadden de noodlanding zelf overleefd, maar verdronken toen het toestel zonk. De piloot waarschuwde de passagiers vlak voor de noodlanding om eerst het vliegtuig te verlaten en dan pas hun reddingsvest op te blazen. Veel passagiers bliezen echter hun reddingsvest al op toen ze nog in het vliegtuig zaten. Hierdoor dreven ze naar het plafond van het vliegtuig toen dit vol water liep, en konden ze het toestel niet meer verlaten.
Ongeveer 60 tot 80 passagiers zaten op het moment van verdrinking nog vast in hun stoel.
Abate en Mekuria overleefden het ongeluk. Voor zijn acties kreeg Abate later de Flight Safety Foundation Professionalism Award in Flight Safety.

## Nasleep
Het ongeluk van Ethiopian Airlines-vlucht 961 is vermoedelijk een van de bekendste kapingen ter wereld, mede door de video gemaakt door Mariana Gouws. Zij maakte de video volgens eigen zeggen omdat ze dacht dat het toestel deel uitmaakte van een vliegshow voor toeristen.
Het ongeluk werd behandeld in een aflevering van de serie Air Crash Investigation.
Beeldmateriaal van het ongeluk is verwerkt in een aflevering van Spike TV's World's Most Amazing Videos.